# Ujazd (powiat krakowski)
Ujazd – wieś w Polsce położona w województwie małopolskim, w powiecie krakowskim, w gminie Zabierzów.
W latach 1975–1998 miejscowość należała administracyjnie do województwa krakowskiego.
W roku 2021 wieś liczyła 601 mieszkańców, z czego 49,3% stanowiły kobiety, a 50,7% mężczyźni.

## Zabytki
Obiekt wpisany do rejestru zabytków nieruchomych województwa małopolskiego.
- Zespół dworski: oficyna, czworak, obora, stodoła, piwniczka, ogród.

## Komunikacja
We wsi znajduje się jeden przystanek autobusowy o nazwie „Ujazd Pętla”. Do wsi można dojechać autobusem aglomeracyjnym linii 268, który kursuje na trasie Bronowice Małe – Karniowice oraz linii 230 (Bronowice Małe – Ujazd Pętla).